# Crosslauf-Europameisterschaften 2024
Die 30. Crosslauf-Europameisterschaften der EAA wurden am 8. Dezember 2024 im Kepez Dokuma Park der türkischen Stadt Antalya ausgetragen. Es wurden pro Geschlecht Medaillen in den Kategorien Senioren, U23 und U20 vergeben. Zudem wurde eine Mixed-Staffel über 4-mal 1500 Meter ausgetragen.

## Zeitplan
| Ortszeit | MEZ   | Disziplin                  |
| -------- | ----- | -------------------------- |
| 11:00    | 09:00 | U20 Frauen (4500 m)        |
| 11:29    | 09:29 | U20 Männer (4500 m)        |
| 11:55    | 09:55 | Mixed-Staffel (4 × 1500 m) |
| 12:25    | 10:25 | U23 Frauen (6000 m)        |
| 13:00    | 11:00 | U23 Männer (6000 m)        |
| 13:31    | 11:31 | Frauen (7500 m)            |
| 14:11    | 12:11 | Männer (7500 m)            |

## Medaillengewinner
| Disziplin                  | Gold                                                                  | Silber                                                                | Bronze                                                               |
| -------------------------- | --------------------------------------------------------------------- | --------------------------------------------------------------------- | -------------------------------------------------------------------- |
| Männer (7500 m)            | Jakob Ingebrigtsen                                                    | Yemaneberhan Crippa                                                   | Thierry Ndikumwenayo                                                 |
| Frauen (7500 m)            | Nadia Battocletti                                                     | Konstanze Klosterhalfen                                               | Yasemin Can                                                          |
| Mixed-Staffel (4 × 1500 m) | Italien Sebastiano Parolini Marta Zenoni Sintayehu Vissa Pietro Arese | Frankreich Antoine Senard Émilie Girard Agathe Guillemot Simon Bédard | Großbritannien Joshua Lay Maddie Deadman Elise Thorner Tyler Bilyard |
| U23 Männer (6000 m)        | Will Barnicoat                                                        | Nicholas Griggs                                                       | David Stone                                                          |
| U23 Frauen (6000 m)        | Phoebe Anderson                                                       | María Forero                                                          | Ilona Mononen                                                        |
| U20 Männer (4500 m)        | Niels Laros                                                           | George Couttie                                                        | Andreas Fjeld Halvorsen                                              |
| U20 Frauen (4500 m)        | Innes Fitzgerald                                                      | Jess Bailey                                                           | Sofia Thøgersen                                                      |

## Medaillenspiegel
| Platz  | Land           | Gold | Silber | Bronze | Gesamt |
| ------ | -------------- | ---- | ------ | ------ | ------ |
| 1      | Großbritannien | 3    | 2      | 2      | 7      |
| 2      | Italien        | 2    | 1      | –      | 3      |
| 3      | Norwegen       | 1    | –      | 1      | 2      |
| 4      | Niederlande    | 1    | –      | –      | 1      |
| 5      | Spanien        | –    | 1      | 1      | 2      |
| 5      | Irland         | –    | 1      | 1      | 2      |
| 7      | Deutschland    | –    | 1      | –      | 1      |
| 7      | Frankreich     | –    | 1      | –      | 1      |
| 9      | Dänemark       | –    | –      | 1      | 1      |
| 9      | Finnland       | –    | –      | 1      | 1      |
| 9      | Türkei         | –    | –      | 1      | 1      |
| Gesamt | Gesamt         | 8    | 8      | 8      | 24     |

## Ergebnisse

### Männer

#### Einzelwertung
| Platz | Athlet               | Land | Zeit (min) |
| ----- | -------------------- | ---- | ---------- |
| 1     | Jakob Ingebrigtsen   | NOR  | 22:16      |
| 2     | Yemaneberhan Crippa  | ITA  | 22:24      |
| 3     | Thierry Ndikumwenayo | ESP  | 22:31      |
| 4     | Isaac Kimeli         | BEL  | 22:33      |
| 5     | Andreas Almgren      | SWE  | 22:34      |
| 6     | Yann Schrub          | FRA  | 22:35      |
| 7     | Nassim Hassaous      | ESP  | 22:44      |
| 8     | Abdessamad Oukhelfen | ESP  | 22:45      |
| 9     | Rory Leonard         | GBR  | 22:45      |
| 10    | Adel Mechaal         | ESP  | 22:47      |

Von 94 gestarteten Athleten erreichten 93 das Ziel.

#### Teamwertung
| Platz | Land und Athleten | Gesamtpunktzahl und Einzelplatzierung |
| ----- | --- | ------------------------------------- |
| 1     | Spanien Thierry Ndikumwenayo Nassim Hassaous Abdessamad Oukhelfen Adel Mechaal Aarón Las Heras Fernando Carro Morillo | 18 03 07 08 10 14 38                  |
| 2     | Belgien Isaac Kimeli John Heymans Robin Hendrix Nicolaï Saké                                                          | 37 04 15 18 34                        |
| 3     | Großbritannien Rory Leonard Hugo Milner Tomer Tarragano Ellis Cross Zakariya Mahamed                                  | 39 09 11 19 25 42                     |

Insgesamt wurden 14 Teams gewertet.

### Frauen

#### Einzelwertung
| Platz | Athletin                | Land | Zeit (min) |
| ----- | ----------------------- | ---- | ---------- |
| 1     | Nadia Battocletti       | ITA  | 25:43      |
| 2     | Konstanze Klosterhalfen | GER  | 25:54      |
| 3     | Yasemin Can             | TUR  | 26:01      |
| 4     | Delvine Relin Meringor  | ROU  | 26:03      |
| 5     | Jana Van Lent           | BEL  | 26:04      |
| 6     | Mariana Machado         | POR  | 26:13      |
| 7     | Sarah Lahti             | SWE  | 26:16      |
| 8     | Manon Trapp             | FRA  | 26:17      |
| 9     | Flavie Renouard         | FRA  | 26:19      |
| 10    | Kate Axford             | GBR  | 26:20      |

Von 80 gestarteten Athletinnen erreichten 79 das Ziel.

#### Teamwertung
| Platz | Land und Athleten                                                                                          | Gesamtpunktzahl und Einzelplatzierung |
| ----- | --- | ------------------------------------- |
| 1     | Italien Nadia Battocletti Elisa Palmero Ludovica Cavalli Nicole Reina Valentina Gemetto Federica Del Buono | 33 01 13 19 28 39 53                  |
| 2     | Großbritannien Kate Axford Jessica Gibbon Izzy Fry Abbie Donnelly Poppy Tank Cari Hughes                   | 36 10 12 14 17 26 37                  |
| 3     | Belgien Jana Van Lent Lisa Rooms Victoria Warpy Roxane Cleppe                                              | 46 05 18 23 38                        |

Insgesamt wurden 13 Team gewertet.

### U23-Männer

#### Einzelwertung
| Platz | Athlet             | Land | Zeit (min) |
| ----- | ------------------ | ---- | ---------- |
| 1     | Will Barnicoat     | GBR  | 18:27      |
| 2     | Nicholas Griggs    | IRL  | 18:28      |
| 3     | David Stone        | GBR  | 18:31      |
| 4     | Andrij Atamanjuk   | UKR  | 18:35      |
| 5     | Luc le Baron       | FRA  | 18:38      |
| 6     | Konjoneh Maggi     | ITA  | 18:41      |
| 7     | Joel Ibler Lillesø | DEN  | 18:43      |
| 8     | Kevin Kamenschak   | AUT  | 18:46      |
| 9     | Pierre Boudy       | FRA  | 18:47      |
| 10    | Martin Perrin      | FRA  | 18:49      |

Von 76 gestarteten Athleten erreichten alle das Ziel.

#### Teamwertung
| Platz | Land und Athleten                                                                                        | Gesamtpunktzahl und Einzelplatzierung |
| ----- | --- | ------------------------------------- |
| 1     | Vereinigtes Königreich Will Barnicoat David Stone Brett Rushman James Kingston Peter Molloy Dafydd Jones | 17 01 03 13 16 32 44                  |
| 2     | Frankreich Luc le Baron Pierre Boudy Martin Perrin Aurélien Radja Edouard Morin-Luzuy                    | 24 05 09 10 15 34                     |
| 3     | Dänemark Joel Ibler Lillesø Axel Vang Christensen Elias Shifris Gustav Bendsen                           | 42 07 17 18 33                        |

Insgesamt wurden 15 Teams mit mindestens drei Athleten gewertet.

### U23-Frauen

#### Einzelwertung
| Platz | Athletin        | Land | Zeit (min) |
| ----- | --------------- | ---- | ---------- |
| 1     | Phoebe Anderson | GBR  | 21:16      |
| 2     | María Forero    | ESP  | 21:21      |
| 3     | Ilona Mononen   | FIN  | 21:24      |
| 4     | Pia Schlattmann | GER  | 21:35      |
| 5     | Camille Place   | FRA  | 21:35      |
| 6     | Mia Waldmann    | GBR  | 21:38      |
| 7     | Laura Mooney    | IRL  | 21:48      |
| 8     | Pelinsu Şahin   | TUR  | 21:59      |
| 9     | Olimpia Breza   | POL  | 22:00      |
| 10    | Blanka Dörfel   | GER  | 22:02      |

Von 72 gestarteten Athletinnen erreichten 71 das Ziel.

#### Teamwertung
| Platz | Land und Athletinnen                                                                                        | Gesamtpunktzahl und Einzelplatzierung |
| ----- | --- | ------------------------------------- |
| 1     | Vereinigtes Königreich Phoebe Anderson Mia Waldmann Tia Wilson Kate Willis Megan Gadsby Poppy Craig-McFeely | 24 01 06 17 18 23 58                  |
| 2     | TUR Pelinsu Şahin Esmanur Yılmaz Sıla Bayır Nursena Çeto Urkuş Işık Merve Karakaya                          | 38 08 14 16 21 35 40                  |
| 3     | Deutschland Pia Schlattmann Blanka Dörfel Mia Jurenka                                                       | 40 04 10 26                           |

Insgesamt wurden 13 Team gewertet.

### U20-Männer

#### Einzelwertung
| Platz | Athlet                  | Land | Zeit (min) |
| ----- | ----------------------- | ---- | ---------- |
| 1     | Niels Laros             | NED  | 14:07      |
| 2     | George Couttie          | GBR  | 14:09      |
| 3     | Andreas Fjeld Halvorsen | NOR  | 14:16      |
| 4     | Magnus Øyen             | NOR  | 14:16      |
| 5     | Karl Ottfalk            | SWE  | 14:18      |
| 6     | Ishak Dahmani           | FRA  | 14:19      |
| 7     | Ali Tunç                | TUR  | 14:20      |
| 8     | Juan Zijderlaan         | NED  | 14:21      |
| 9     | Sem Serrano             | BEL  | 14:23      |
| 10    | Kristian Bråthen Børve  | NOR  | 14:23      |

Von 95 gestarteten Athleten erreichten 94 das Ziel.

#### Teamwertung
| Platz | Land und Athleten                                                                      | Gesamtpunktzahl und Einzelplatzierung |
| ----- | -------------------------------------------------------------------------------------- | ------------------------------------- |
| 1     | Norwegen Andreas Fjeld Halvorsen Magnus Øyen Kristian Bråthen Børve Åsmund Sunde Førde | 17 03 04 10 58                        |
| 2     | Niederlande Niels Laros Juan Zijderlaan Nathan Houwaard Jochem Wiersma                 | 20 01 08 11 68                        |
| 3     | Frankreich Ishak Dahmani Leni Remer Mancini Mael Henric Joshua Abraham Bilal Safadi    | 40 06 14 20 31 54                     |

Insgesamt wurden 19 Teams mit mindestens drei Athleten gewertet.

### U20-Frauen

#### Einzelwertung
| Platz | Athletin                     | Land | Zeit (min) |
| ----- | ---------------------------- | ---- | ---------- |
| 1     | Innes FitzGerald             | GBR  | 15:47      |
| 2     | Jess Bailey                  | GBR  | 15:58      |
| 3     | Sofia Thøgersen              | DEN  | 16:03      |
| 4     | Julia Ehrle                  | GER  | 16:03      |
| 5     | Jade le Corre                | FRA  | 16:18      |
| 6     | Eleanor Strevens             | GBR  | 16:28      |
| 7     | Wilma Bekkemoen Torbiørnsson | NOR  | 16:33      |
| 8     | Shirin Kerber                | SUI  | 16:37      |
| 9     | Margot Dajoux                | FRA  | 16:38      |
| 10    | Fabienne Müller              | SUI  | 16:38      |

Von 92 gestarteten Athletinnen erreichten 90 das Ziel.

#### Teamwertung
| Platz | Land und Athletinnen                                                                                            | Gesamtpunktzahl und Einzelplatzierung |
| ----- | --- | ------------------------------------- |
| 1     | Vereinigtes Königreich Innes FitzGerald Jess Bailey Eleanor Strevens Zoe Gildboy Lizzie Wellsted Isobelle Jones | 09 01 02 06 11 18 36                  |
| 2     | Frankreich Jade le Carre Margot Dajoux Lili-Meije Delaunay-Foglino Noreen Sdour Laly Porentru                   | 39 05 09 25 31 34                     |
| 3     | Italien Lucia Arnoldo Laura Ribigini Licia Ferrari Chiara Munaretto Alice Rosa Brusin Elisa Clementi            | 44 12 15 17 27 42 43                  |

Insgesamt wurden 18 Mannschaften gewertet.

### Mixed-Staffel
| Platz | Land und Athleten                                                            | Zeit (min) |
| ----- | ---------------------------------------------------------------------------- | ---------- |
| 1     | Italien Sebastiano Parolini Marta Zenoni Sintayehu Vissa Pietro Arese        | 18:02      |
| 2     | Frankreich Antoine Senard Émilie Girard Agathe Guillemot Simon Bédard        | 18:02      |
| 3     | Vereinigtes Königreich Joshua Lay Maddie Deadman Elise Thorner Tyler Bilyard | 18:02      |
| 4     | Niederlande Robin van Riel Dagmar Smid Marissa Damink Stefan Nillessen       | 18:12      |
| 5     | Spanien Jesús Gómez Marta Pérez Esther Guerrero Adrián Ben                   | 18:27      |
| 6     | Polen Michał Groberski Martyna Galant Magdalena Breza Filip Rak              | 18:32      |
| 7     | Belgien Ziad Audah Mariska Parewyck Eline Dalemans Tibaut Vandelannoote      | 18:33      |
| 8     | Türkei İbrahim Erata Gamze Bulut Duvar Tuğba Toptaş Uğur Kemal Derin         | 19:04      |
| 9     | Portugal José Carlos Pinto Patrícia Silva Marta Castro Rodrigo Lima          | 19:04      |
| 10    | Ukraine Wadym Lonskij Tetjana Tschornowol Alina Korsunska Wassyl Sabunjak    | 19:23      |

Alle elf gestarteten Staffeln erreichten das Ziel.